# The Real People
The Real People est un groupe de rock alternatif britannique, originaire de Liverpool, en Angleterre.
Il est un des premiers groupes à jouer ce qui est nommé le britpop, et est cité par Oasis parmi ses principales influences. Le groupe est formé en 1988 par les frères Christopher et Anthony Griffiths, les membres initiaux étant Chris Griffiths (guitare et voix) Tony Griffiths (basse et voix) Tony Elson (batterie) (remplacé plus tard par Garry Ford) et Sean Simpson (guitare) (remplacé plus tard par Alan Gillibrand).

## Biographie
À l'origine influencés par The Stone Roses et Inspiral Carpets, ainsi que les groupes de Mersey des années 1960, le groupe commence à jouer dans quelques clubs locaux, et plus tard avec Inspiral Carpets, Ocean Colour Scene,  The Pixies, Simple Minds, David Bowie, et autres, dans les années 1990. Le groupe signe un contrat avec l'entrepreneur Mick Swift de Whitehouse Management, Bold Street, Liverpool en 1986. Ils produisent un premier single intitulé One by One publié chez Polydor Records. Ils signeront aussi par la suite avec Polygram.
En 1989, et désormais sous l'aile de Jeffrey Abbotts, ils signent chez CBS Records sur le label Columbia. À cette période, ils tournent intensément, notamment en Europe et au Japon. Leur premier album studio, l'éponyme The Real People, est publié le 6 mai 1991. Toutes les chansons sont écrites par Chris et Tony Griffiths. Il atteint la 59e place de l'UK Albums Chart. Ils enregistrent un deuxième album, Marshmellow Lane, pour CBS, mais bien que le single Believer aiT atteint la 38e place des classements, l'album ne sera jamais publié. Plusieurs chansons apparaitront sur la compilation Liverpool – The Calm Before the Storm, publié en 1996 chez Columbia. Tony et Chris Griffiths formeront leurs propres studios (Realistic Studios) à Birkenhead, Wirral, et leur label Egg Records.
Leur nouvel album, What's on the Outside, est publié indépendamment le 4 novembre 1996. Un autre album intitulé Closer est annoncé en 2002, mais jamais publié. Chris et Tony Griffiths continuent de jouer sur scène, aussi bien en solo que dans d'autres groupes. En novembre 2006, The Real People joue un concert de charité à la Carling Academy de Liverpool, pour l'association C.A.L.M. The Real People jouent avec The Pretenders au Liverpool Summer Pops, le 9 juillet 2007 à l'Aintree Pavilion Arena, Aintree Racecourse. Ils apparaissent aussi à la Liverpool Arena le 19 janvier 2008.
Leur quatrième album, Think Positive, est publié le 6 décembre 2010. Ils continuent à jouer en concert entre 2010 et 2011, puis en mars 2012 à York. En mai 2012, Marshmellow Lane est publié. Leur album Monday Morning Breakdown est publié le 28 octobre 2016 au label Townsend Records.

## Discographie

### Albums studio
| Year | Title                    | Meilleure position |
| ---- | ------------------------ | ------------------ |
| 1991 | The Real People          | 59                 |
| 1996 | What's on the Outside    | 185                |
| 2010 | Think Positive           | —                  |
| 2012 | Mini L.P. 1988           | —                  |
| 2012 | Marshmellow Lane         | —                  |
| 2016 | Monday Morning Breakdown | —                  |

### Singles
| Date | Titre                                                  | Meilleure position |
| ---- | ------------------------------------------------------ | ------------------ |
| 1987 | One by One - en tant que Jo Jo and the Real People     |                    |
| 1987 | Lady Marmalade - en tant que Jo Jo and the Real People |                    |
| 1990 | Window Pane                                            | 60                 |
| 1991 | Open Up Your Mind (Let Me In)                          | 70                 |
| 1992 | The Truth                                              | 41                 |
| 1992 | Believer                                               | 38                 |
| 1992 | Too Much too Young                                     |                    |
| 1995 | Bring You Down                                         |                    |
| 1995 | The Real People EP                                     |                    |
| 1995 | Every Vision of You                                    | 138                |
| 1996 | Rayners Lane                                           | 98                 |
| 1996 | Rolling Stone                                          | 106                |
| 1997 | The People in the Telly                                | 155                |